# Kurt Lewy
Kurt Lewy ( Essen 1898 - Fribourg - en - Brisgau 1963 )  était un peintre, émailleur et illustrateur. Il est une des figures emblématiques de l'abstraction géométrique en Belgique.

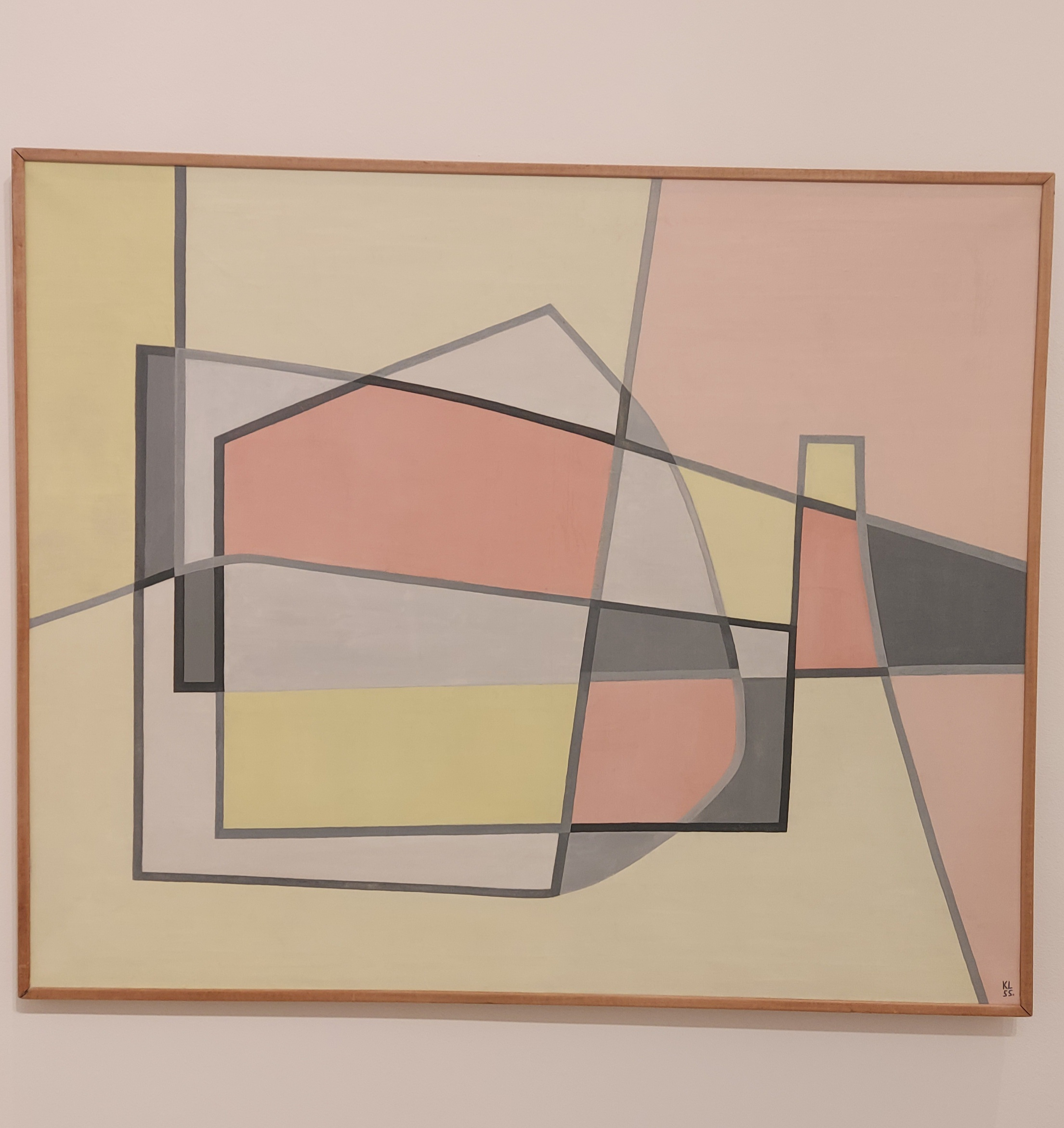
Composition de Kurt Lewy exposée au Musée Juif de Belgique

## Biographie
Kurt Lewy naît en Allemagne à Essen.
Il devient artiste et étant juif, il est destitué de ses fonctions par le régime nazi. Il se réfugie à Bruxelles, en Belgique.
Il sera incarcéré en France dès mai 1940, dans les camps fermés de Saint-Cyprien et Gurs par les autorités belges. En 1942, il parvient à s’évader et revient à Bruxelles.
La Seconde Guerre mondiale derrière lui, il renonce à l’expressionnisme allemand et se tourne plutôt vers l’abstractionnisme.
Il est naturalisé belge en 1951.
Comme le rappelle Zahava Seewald : « La Belgique reconnut ses talents et une grande exposition de peintures et de miniatures sur émail est organisée au Palais des Beaux-Arts de Bruxelles en 1952. Au lendemain de cette exposition, Kurt Lewy abandonne la figuration pour se consacrer à la peinture abstraite géométrique ».

## Postérité
Pour Bruno Benvindo, Kurt Lewy est « un oublié de l’art belge ».
Léon-Louis Sosset rédige un ouvrage sur son parcours artistique, Kurt Lewy, Monographies de l'art belge en 1964.
Pour Jacques Meuris, « L’œuvre de Kurt Lewy est toute de réflexion et d’intelligence qui rappelle avec beaucoup de gravité que la peinture, pour non figurative  qu’elle se soit affirmée, n’est pas nécessairement parente de la gratuité du geste, de la pensée absente.»